# Johann Michael Beuther
Johann Michael Beuther (* 14. April 1566 in Straßburg; † 10. Januar 1618 ebenda) war ein elsässischer Rechtswissenschaftler.

## Leben
Als zweiter von drei Söhnen des Straßburger Gelehrten Michael Beuther begann er das Studium der Rechtswissenschaften in Straßburg. Im Wintersemester 1587/1588 war er an der Universität Rostock immatrikuliert, später an einer österreichischen Universität, höchstwahrscheinlich der Universität Wien. 1591 wurde er in Basel zum Doktor beider Rechte promoviert. Nach dem Studium kehrte er in seine elsässische Heimat zurück, wo er zunächst als Advokat in Hagenau und als Rechtskonsulent einer adeligen Familie tätig war. 1604 wurde er zum Professor der Rechtswissenschaften der Akademie Straßburg berufen und lehrte dort von 1612 bis zu seinem Tode als Pandectarum Professor Ordinarius. 1612/13 amtierte er als Dekan seiner Fakultät, 1614/15 als Rektor der Akademie.
Er war der Herausgeber einer größeren Zahl eigener fachwissenschaftlicher Werke. Darüber hinaus betätigte er sich als Herausgeber von Werken seines verstorbenen Vaters. Er war Stiftsherr der Thomaskirche in Straßburg.